# 圆腺火筒树
圆腺火筒树（学名：Leea aequata）为葡萄科火筒树属下的一个种。

## 扩展阅读
- 維基物種上的相關：圆腺火筒树